# Craig Harbour

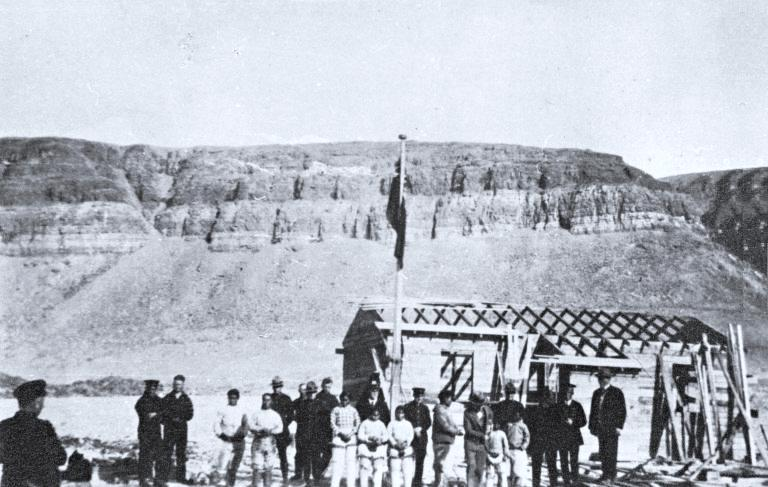
Dépôt de la GRC en construction, Craig Harbour, île Ellesmere, NU, 1926

Craig Harbour est un village abandonné dans la région de Qikiqtaaluk dans le territoire canadien du Nunavut. Il est situé sur l'île d'Ellesmere sur la côte nord du détroit de Jones à 55 km au sud-est de Grise Fiord.
En 1922, un détachement de la Gendarmerie royale canadienne fut établie à Craig Harbour nommé en l'honneur du Dr. John D. Craig, commandant de l'expédition. Ce poste avancé fut fermé dans les années 1930 et rouvert en 1951 au début de la guerre froide.

## Annexe